# 単純タンパク質
単純タンパク質（たんじゅんたんぱくしつ、英語: simple protein）は、タンパク質の分類の一つで、アミノ酸のみから成り、他の化合物を生成しないタンパク質のことである。ケラチン、コラーゲン、フィブロイン、プロタミンなどがそれに該当する。

## タンパク質の分類
組成によるタンパク質の分類
- 単純タンパク質
- 複合タンパク質

三次元的な形によるタンパク質の分類
- 繊維状タンパク質
- 球状タンパク質